# أتلانتا (مسلسل)
أتلانتا (بالإنجليزية: Atlanta) مسلسل كوميديا ودراما أمريكي. من إعداد وبطولة الكوميدي دونالد غلوفر. في أكتوبر 2015، طلبت قناة إف إكس موسم واحدأ تكون من 10 حلقات. وبدأ عرضه في 6 سبتمبر، 2016، على قناة إف إكس، جدد المسلسل لموسم ثاني بعد اسبوعين من بدأ عرضه.

## الممثلين والشخصيات

### شخصيات رئيسية
- دونالد غلوفر بدور إيرنيست «إيرن» مارك
- برايان تايري هنري بدور ألفريد «بيبر بوي» مايلز
- كيث ستانفيلد بدور داريوس
- زازي بيتز بدور فانيسا

### شخصيات ثانوية
- هارولد هاوس مور بدور سويف
- غريفين فريمان بدور ديف
- إيميت هنتر بدور أحمد وايت
- كرانستون جونسون بدور ديشوار

## وصلات خارجية
- الموقع الرسمي
- أتلانتا على موقع IMDb (الإنجليزية)
- أتلانتا على موقع ميتاكريتيك (الإنجليزية)
- أتلانتا على موقع روتن توميتوز (الإنجليزية)
- أتلانتا على موقع كينوبويسك (الروسية)
- أتلانتا على موقع ألو سيني (الفرنسية)
- أتلانتا على موقع قاعدة بيانات الفيلم (الإنجليزية)